# Alan Sugar
Alan Michael Sugar (ur. 24 marca 1947) – angielski biznesmen, doradca polityczny, gwiazda programu BBC „The Apprentice”. W 2009 roku z majątkiem 830 mln funtów brytyjskich, sklasyfikowany na 59. miejscu najbogatszych ludzi przez brytyjski tygodnik Sunday Times. Założyciel i wieloletni prezes firmy Amstrad.

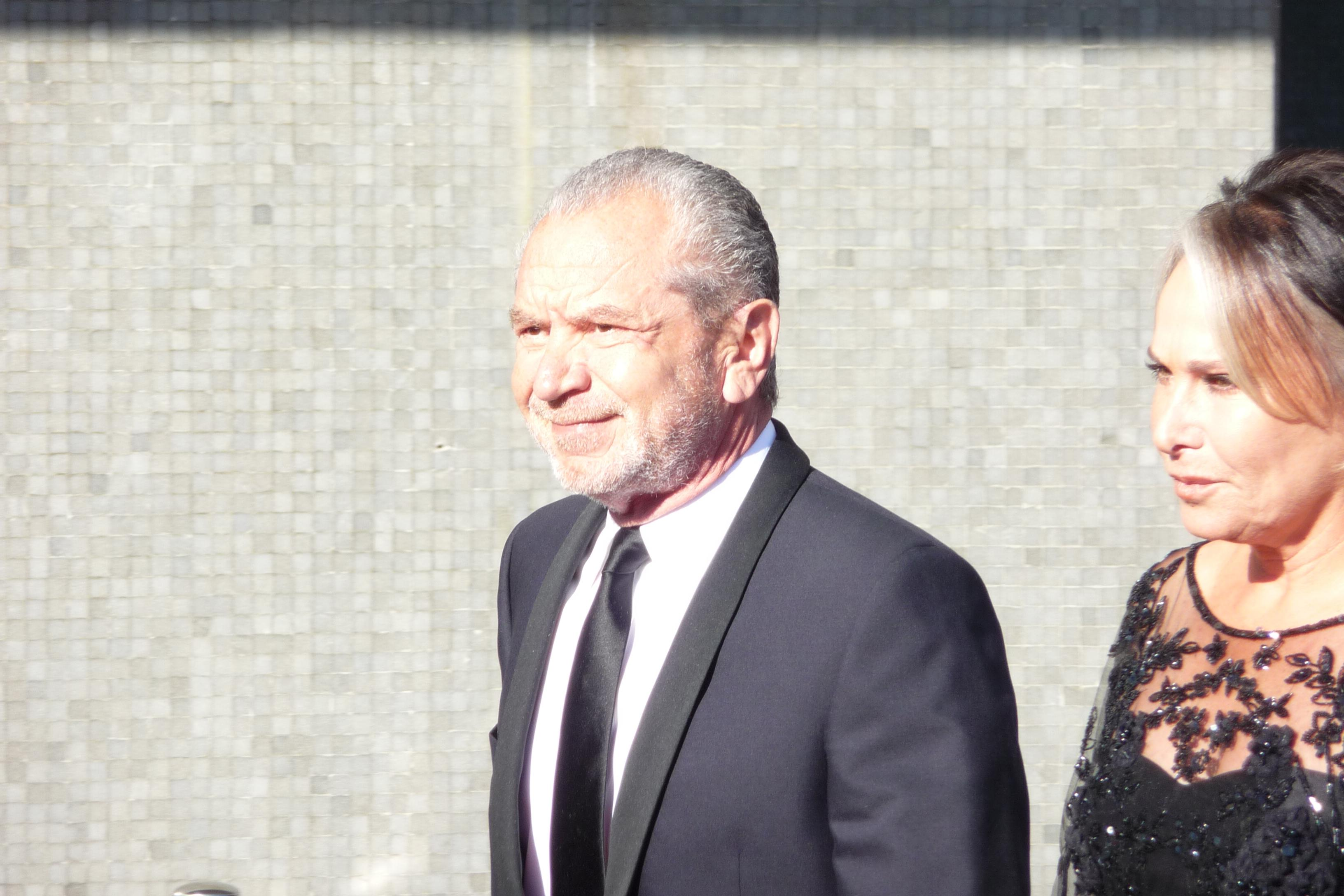
Alan Michael Sugar

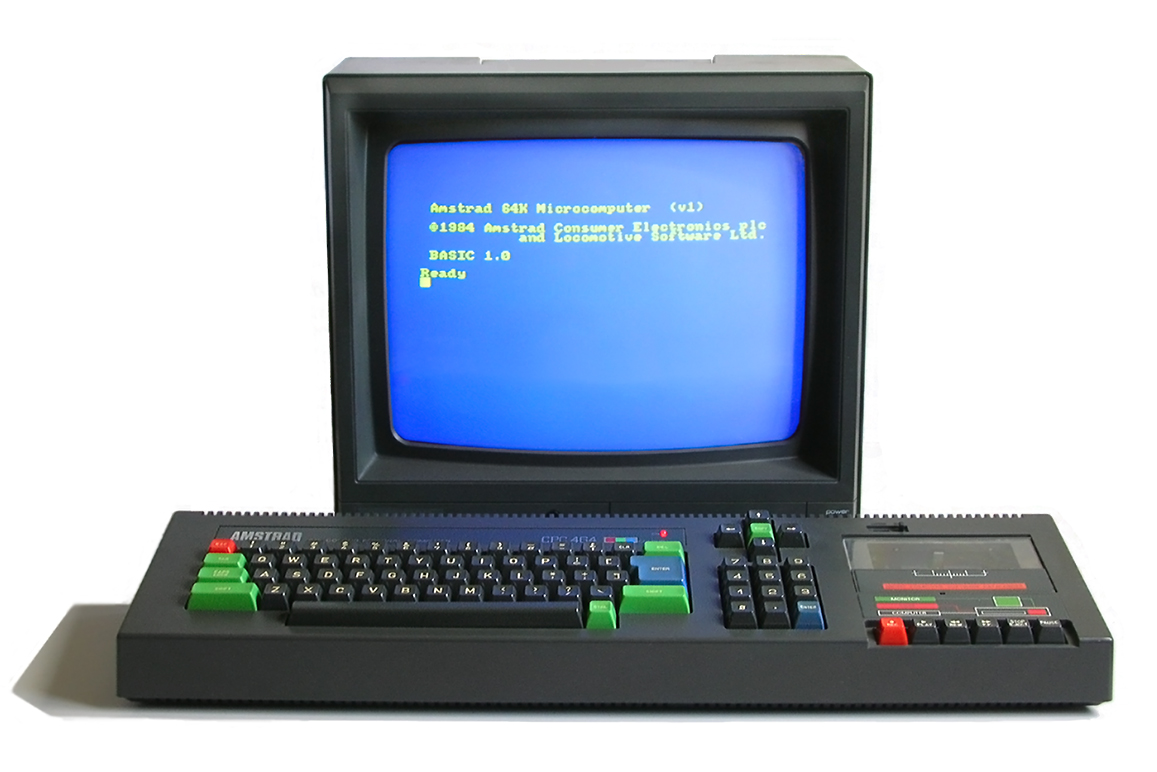
Amstrad CPC 464

## Życiorys
Alan Michael Sugar urodził się jako czwarte, najmłodsze dziecko w żydowskiej rodzinie. Wychowywał się na osiedlu komunalnym w dzielnicy Hackney we wschodniej części Londynu. Jego ojciec Nathan był krawcem. Jego dziadkowie ze strony matki urodzili się w Rosji, jego dziadek ze strony ojca urodził się w Polsce. Jego babka ze strony ojca, Sarah Sugar,  urodziła się w Londynie w rodzinie polskich Żydów. 
W wieku 16 lat porzucił szkołę i założył swoją pierwszą firmę. Zajął się handlem warzywami, następnie antenami samochodowymi, które rozwoził po okolicznych sklepach z artykułami motoryzacyjnymi.
W roku 1968 założył firmę Amstrad, której nazwa jest połączeniem akronimu jego imion i nazwiska oraz słowa trade. W 1980 Amstrad trafiła na londyńską giełdę papierów wartościowych. W szczytowym okresie swojej popularności, tj. w latach 80', kiedy firma zajmowała się produkcją komputerów osobistych, a sztandarowy produkt Amstrad CPC 464 podbił rynki, jej wartość była wyceniana na 1,2 mld funtów brytyjskich. W 1986 roku przejął firmę Clive'a Sinclaira – Sinclair Research Ltd. – innego producenta komputerów. W 2007 roku Sugar odsprzedał interes firmie BSkyB za ok. 125 mln funtów brytyjskich.
W roku 2000 Alan Sugar otrzymał z rąk królowej brytyjskiej honorowy tytuł szlachecki w uznaniu usług, jakie oddał angielskiemu biznesowi. 
Sugar odszedł na emeryturę w lipcu 2008 roku, rezygnując z posady prezesa w należącej już podówczas do BSkyB firmie Amstrad.
W styczniu 2009 roku w telewizji BBC Two wyemitowano film o jego życiu: „The Real Sir Alan”.
Własnością rodziny w dalszym ciągu pozostaje inna firma – Amsair Executive Aviation (nazwa również wywodzi się od założyciela: Alan Michael Sugar Air). Zajmuje się ona dzierżawieniem ekskluzywnych samolotów na prywatny użytek. Przez swoje koneksje z firmami lotniczymi imperium powietrzne sir Alana oferuje ponad 5000 maszyn różnych typów. Zarządzanie spółką zlecił on synowi Danielowi. 